# The Rakes
The Rakes fue una banda inglesa de indie rock formada en Londres.

## Historia
The Rakes se formaron 2004 y desde que empezaron a obtener fama moderada en 2005 han sido asociados con la escena post-punk/art-rock junto con Franz Ferdinand, Bloc Party, Maxïmo Park y The Futureheads. Sin embargo, podría argumentarse que más bien pertenecen a la escena punk del este Londinense/Whitechapel, junto a The Others y The Libertines.
En 2005 publicaron su álbum debut, Capture/Release, que la revista NME lo colocó en el puesto 13 de los mejores discos del año.
Editaron el sencillo "All Too Human" en febrero de 2006 y este les significó su mejor posición en las listas de popularidad hasta entonces. Dicha canción lleva el mismo nombre que el libro "Human, All Too Human" de Nietzsche; Alan Donohoe es rara vez visto sin un libro en sus manos y está extremadamente interesado en la literatura.
En el 2006 fueron el segundo acto principal del escenario NME/Radio 1 en el Festival de Reading.
Junto a Franz Ferdinand y Placebo, entre otros, participaron en el álbum tributo "Monsieur Gainsbourg Revisited" al cantante francés Serge Gainsbourg con un cover a la canción "Le poinçonneur des Lilas" titulada Just a Man With A Job.
En la primavera de 2007 editaron su segundo álbum Ten New Messages. Este fue producido por Jim Abbiss (Arctic Monkeys, Editors, Kasabian) y Brendan Lynch (Primal Scream); grabado en los Mayfair Studios, The Chapel y West Point en Londres durante el otoño de 2006.
El cantante Alan Donohoe comentó que "el álbum está inspirado en una combinación de música coral, el programa de T.V. 24, canciones de las películas de James Bond, los poetas de la I Guerra Mundial y las Sugababes.
La banda acaba de finalizar la grabación de su tercer álbum, llamado Klang, grabado en los estudios Karl-Marx-Alle en Berlín.
En octubre de 2009, The Rakes anuncia su separación, por estar cansados y no poder dar el 100%.

## Estilo
The Rakes escriben canciones sobre la vida laboral, rutinas mundanas y escapismo como lo muestran en su aclamado álbum debut Capture/Release del cual se desprendieron "22 Grand Job," "Work, Work, Work (Pub, Club, Sleep)," and "Retreat". Varios de sus sencillos han figurado en las listas Top 40 del Reino Unido. Su actitud frente a la vida laboral los ha llevado a describirse a sí mismos como la primera banda post-David Brent del mundo. En el video de "22 Grand Job" salen tocando en una localización de oficina - uno de los temas principales de sus canciones.
Son conocidos por su sentido de la moda y su particularmente distintiva forma de vestir: camisetas a rayas y suéteres, vaqueros ceñidos y tenis negros. 
También se asociaron con las marcas Fred Perry y Louis Vuitton. Cuentan que el diseñador de moda Hedi Slimane quedó tan impresionado por la música del grupo y su forma de vestir que basó una de sus colecciones en ellos. También participaron en la banda sonora del show de moda Dior Homme con la canción "The world was a mess, but his hair was perfect". Esta canción dura quince minutos, pero tocan una versión más corta en sus presentaciones y será incluida en su segundo álbum.

## Discografía

### Álbumes
- Capture/Release (15 de agosto de 2005).
- Ten New Messages (19 de marzo de 2007).
- Klang (20 de marzo de 2009).

### Sencillos
| Año  | Canción                                         | Listas inglesas | Álbum              |
| ---- | ----------------------------------------------- | --------------- | ------------------ |
| 2005 | "Strasbourg"                                    | #57             | "Capture/Release"  |
| 2005 | "Retreat"                                       | #24             | "Capture/Release"  |
| 2005 | "Work Work Work (Pub, Club, Sleep)"             | #28             | "Capture/Release"  |
| 2005 | "22 Grand Job" (re-issue)                       | #39             | "Capture/Release"  |
| 2006 | "All Too Human"                                 | #22             | "Capture/Release"  |
| 2007 | "We Danced Together"                            | #38             | "Ten New Messages" |
| 2007 | "The World Was A Mess But His Hair Was Perfect" | -               | "Ten New Messages" |
| 2009 | "1989"                                          | -               | "Klang"            |

## Curiosidades
- "All Too Human" fue nombrada sencillo de la semana por Jungalist.net el día de su lanzamiento el 27 de febrero de 2006.

- Alan Donohoe es vegano y Jamie Hornsmith vegetariano.

- El grupo apoya a peta2.com y una vez rechazaron una oportunidad de campaña publicitaria con Burberry ya que aún utilizan pieles reales en algunos de sus productos.

- Matthew Swinnerton apareció en un episodio del Antiques Roadshow en marzo de 2005 con un xilófono que había tenido desde 1948.

- La banda es fan de su propia banda tributo, The Ho Ho Hoes, quienes tocan algunas de sus canciones en fiestas navideñas desde 2005.